# Р-803
Р-803 — авиационная ламповая радиостанция ДМВ-диапазона. Предназначена для ведения двусторонней телефонной связи в радиосетях, использующих систему амплитудной модуляции несущей частоты передатчика. Наличие кварцевой стабилизации частоты обеспечивает возможность установления связи без поиска и без подстройки. Предусмотрена быстрая настройка станции на 20 заранее выбранных частот. При комплектации радиостанции аварийным приемником имеется возможность приема на аварийном канале 243 MГц и на частоте 242.6 MГц при выключенном питании основного приемопередатчика. Приемник радиостанции выполнен по супергетеродинной схеме с двойным преобразованием частоты.

## Состав[1].
Функционально станция включает:
- приемник
- передатчик
- датчик опорных частот
- элементы автоматики (механизм настройки и сопряжения, магнитные усилители, блок управления)
- аварийный приемник
- пульт управления

Конструктивно станция состоит из:
- блока приёмопередатчика с блоком питания АБВ
- пульта управления П3
- блока контрольно-измерительных приборов ИН

## Основные модификации
Выпускалась в двух основных модификациях
- Р-803 — основное изделие
- Р-803Я — станция, работающая в паре с аппаратурой кодирования «Яхта»

## Основные ТТД
- Диапазон частот: 220,0 — 389.95 МГц
- Количество рабочих частот: 3400
- Шаг перестройки: 50 кГЦ
- Вид работы — АМ
- Чувствительность приемника, не хуже: 21 мкВ
- Мощность передатчика — не менее 10 Вт на нагрузке 75 Ом
- Питание — электрическая сеть постоянного тока 27В, переменного однофазного тока 115В/400Гц (преобразователь ПО-500А).
- Вес комплекта станции — 33,5 кг

## Применение
Радиостанцией комплектовался передвижной стартовый командный пункт СКП-9